# Stublang
Stublang ist ein Gemeindeteil der oberfränkischen Stadt Bad Staffelstein im Landkreis Lichtenfels.

## Geografie
Stublang liegt etwa fünf Kilometer östlich von Bad Staffelstein in einem Tal zwischen Staffelberg und Ansberg, das vom Bach Döritz Richtung Westen durchflossen wird. Am westlichen Ortsende vereinigen sich die Döritz und die Döberten zum Lauterbach, einem linken Zufluss des Mains. Die Staatsstraße 2204 führt an dem Ort vorbei.

## Geschichte
Stublang wurde erstmals 1256 urkundlich erwähnt, als der Bischof Heinrich von Bamberg bestätigte, dass Ramung und Friedrich von Plassenberg unter anderem Serkendorf und Güter in „Stuvelanc“ Kloster Langheim gegen anderweitigen Ersatz überlassen haben.
Wichtigster Grundherr war neben Langheim und niederadeligen Familien das Bamberger Chorherrenstift St. Stephan. Im Jahr 1801 hatte das Kirchdorf eine Filialkirche, ein Gemeinde- und Hirtenhaus sowie ein Brauhaus. Grundherren waren das Stift St. Stephan bei 23 Anwesen, Kloster Langheim bei 6, Siechhof Bamberg bei einem, die Freiherren von Rotenhan zu Rentweinsdorf bei 8, die Freiherren von Schaumberg bei 4, die Grafen von Giech zu Buchau bei 8 und der Seniorat der Freiherren von Redwitz bei 4. Die Dorf- und Gemeindeherrschaft hatte das Bamberger Hochstift, vertreten durch das Vogteiamt Lichtenfels.
Die Bauern hatten in dem landwirtschaftlich geprägten Ort Mitte des 19. Jahrhunderts im Durchschnitt 27 Tagewerk Grundeigentum. Neben Viehwirtschaft gab es auch Obstanbau. Zwei Mühlen befanden sich an der Döritz. 1807 wurde in Stublang eine Bekenntnisschule gegründet. Der Unterrichtsraum war im Gemeindehaus, über der Schmiede. Ein Schulhaus ließ die Gemeinde zwischen 1858 und 1861 errichten, dessen Aufstockung 1896 folgte.
1862 wurde Stublang in das neu geschaffene bayerische Bezirksamt Staffelstein eingegliedert. Die Landgemeinde gehörte zum Landgericht Staffelstein.
1871 hatte Stublang 310 Einwohner, 141 Gebäude und 57 Wohngebäude. Die katholische Schule befand sich im Ort, die Filialkirche gehörte zur zwei Kilometer entfernten Pfarrei Uetzing. Im Jahr 1900 lebten in der Landgemeinde Stublang 334 Personen in 57 Wohngebäuden und 1925 289 Personen, die bis auf einen alle katholisch waren, in 55 Wohngebäuden. 1950 hatte Stublang 370 Einwohner und 54 Wohngebäude. Im Jahr 1970 zählte das Kirchdorf 333, 1987 315 Einwohner sowie 79 Wohnhäuser mit 99 Wohnungen.
Am 1. Juli 1972 wurde der Landkreis Staffelstein aufgelöst und Stublang gehört seitdem zum Landkreis Lichtenfels. Am 1. Januar 1978 folgte die Eingliederung der Gemeinde nach Staffelstein.

## Einwohnerentwicklung

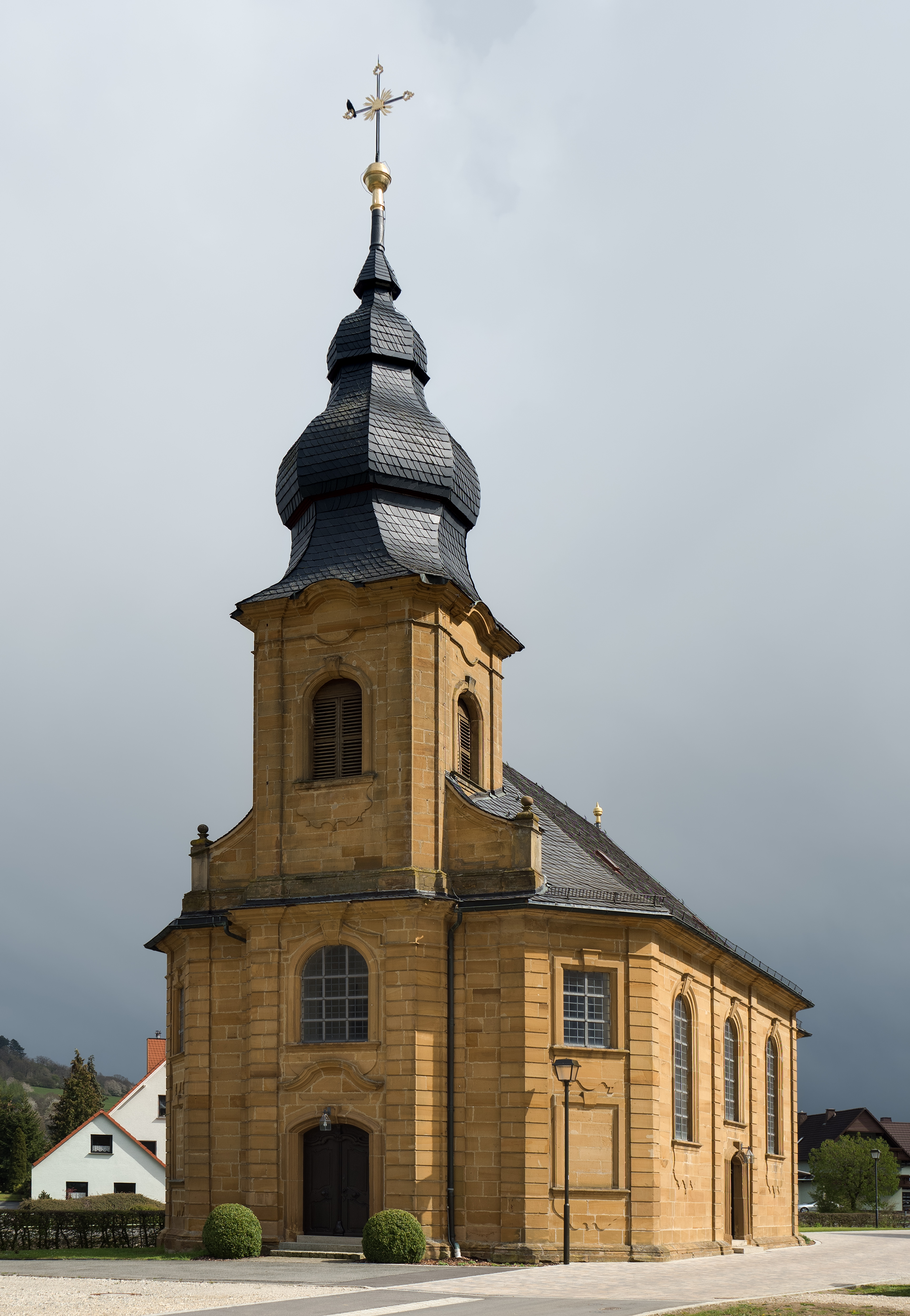
Filialkirche St. Nikolaus und St. Gumbertus

| Jahr | Einwohnerzahl |
| ---- | ------------- |
| 1686 | 255           |
| 1811 | 271           |
| 1840 | 331           |
| 1871 | 310           |
| 1900 | 334           |
| 1933 | 282           |
| 1946 | 393           |
| 1970 | 333           |
| 1987 | 315           |

## Sehenswürdigkeiten
Die katholische Filialkirche St. Nikolaus und St. Gumbertus steht am Döritzbach im Westen am Ortsrand. Der Sandsteinquaderbau mit eingezogenem Chor und Einturmfassade entstand 1777–80 als Nachfolgebau einer baufälligen alten Kapelle nach Plänen des Bamberger Hofwerkmeisters Conrad Fink. Der dreigeschossige, im Grundriss quadratische Westturm hat im Erdgeschoss eine kleine Vorhalle zum Langhaus. Den Kirchenbau kennzeichnet ein einheitliches Gliederungssystem. Das Bauwerk hatte rund 5182 Gulden gekostet.
Zwei kleine Brauereien mit angeschlossenen Gasthöfen befinden sich seit Mitte des 19. Jahrhunderts in Stublang. In der Liste der Baudenkmäler in Stublang sind 20 Sehenswürdigkeiten aufgeführt.